# Лисов (Мекленбург)
Лисов (њем. Lüssow) општина је у њемачкој савезној држави Мекленбург-Западна Померанија. Једно је од 62 општинска средишта округа Гистров. Према процјени из 2010. у општини је живјело 954 становника. Посједује регионалну шифру (AGS) 13053057.

## Географски и демографски подаци
Лисов се налази у савезној држави Мекленбург-Западна Померанија у округу Гистров. Општина се налази на надморској висини од 8 метара. Површина општине износи 16,7 km². У самом мјесту је, према процјени из 2010. године, живјело 954 становника. Просјечна густина становништва износи 57 становника/km².